# Dekel Keinan
Dekel Keinan (* 15. September 1984 in Rosh HaNikra) ist ein israelischer Fußballspieler.

## Karriere

### Maccabi Haifa
Zwischen 2002 und 2010 spielte Dekel Keinan in seiner israelischen Heimat für Maccabi Haifa in der Ligat ha’Al. 2004 und 2009 feierte er mit seiner Mannschaft den Gewinn der israelischen Meisterschaft. Die Titelgewinne 2005 und 2006 verpasste er, da er während dieser Spielzeiten an den FC Bnei Sachnin bzw. Maccabi Netanja ausgeliehen war. 2008 gewann er mit seinem Team den Toto-Cup. Durch zwei Siege in der Qualifikation über den FC Red Bull Salzburg erreichte Haifa die UEFA Champions League 2009/10. In den Gruppenspielen gegen Girondins Bordeaux, Juventus Turin und den FC Bayern München blieb die Mannschaft jedoch chancenlos und schied punktlos aus.

### FC Blackpool
Am 29. Juli 2010 wechselte Dekel Keinan zum FC Blackpool. Sein neuer Verein war gerade in die Premier League 2010/11 aufgestiegen und damit erstmals seit der Football League First Division 1970/71 wieder erstklassig. Keinan bestritt sechs Ligaspiele für Blackpool, ehe er am 21. Januar 2011 zu Cardiff City wechselte.

### Cardiff City
Cardiff war zu diesem Zeitpunkt in der zweithöchsten englischen Spielklasse aktiv. Keinan erspielte sich schnell einen Platz bei City und trug seinen Teil zum guten Saisonverlauf in der Football League Championship 2010/11 bei. Am 22. November 2011 wechselte er auf Leihbasis zum Zweitligakonkurrenten Crystal Palace.

### Nationalmannschaft
Ben Haim gab am 2. Juni 2007 gegen Mazedonien sein Debüt in der A-Nationalmannschaft Israels und kam auch später regelmäßig zum Einsatz.